# Furacão Alice (Junho 1954)
O furacão Alice foi o segundo mais forte dos furacões no Atlântico a desembarcar no mês de junho desde que registos confiáveis começaram na década de 1850. Apesar de não ser um grande furacão, a tempestade estava vinculada às catastróficas inundações no sul do Texas e no norte do México, especialmente ao longo do Rio Grande e seus afluentes. O terceiro ciclone tropical e primeiro furacão da época de furacões no Atlântico de 1954, Alice foi uma das duas tempestades a receber o mesmo nome no ano, sendo o outro um furacão incomum pós-temporada que persistiu no novo ano de 1955, tornando-se um dos dois de furacões de janeiro no registo (o outro foi formado em 1938). O primeiro distúrbio de Alice desenvolveu-se de repente, em 24 de junho sobre a Baía de Campeche, que ele pode muito bem ter-se formado antes, mas passou despercebido devido ao número limitado de observações meteorológicas de superfície. Ao mover-se para noroeste, Alice fortaleceu rapidamente quando se aproximava do litoral Mexicano, tornando-se um furacão cedo no dia seguinte. Ao meio-dia, em 25 de junho, o furacão atingiu o pico de ventos de 180 km/h (110 mph) antes de se mudar para o interior bem ao sul da fronteira EUA–México. A tempestade atingiu uma área com poucos habitantes, e causou impactos de vento relativamente mínimos, próximo ao ponto de desembarque e no sul do Texas.
Enquanto se movia para o interior, no entanto, Alice produziu chuvas prolíficas ao longo e nas proximidades do Rio Grande, resultando em algumas das piores inundações já vistas em partes do norte do México e sul do Texas; em algumas áreas, as inundações atingiram um evento de um em 1.000 anos. O rio Pecos com crista em 2,933 m (9,624 ft), que se uniu ao Rio Grande para produzir inundações significativas. As inundações destruíram pontes e diques e inundaram muitas cidades ao longo das margens do rio, que atingiram os seus níveis mais altos de água desde 1865. À medida que o rio transbordava, as inundações violavam os diques de Piedras Negras, Coahuila, destruindo grandes seções da cidade. Outras comunidades no México relataram danos significativos nas enchentes. Nos Estados Unidos, os danos foram maiores em Ozona, Texas, onde as inundações mataram 15 pessoas e causou $ 2 milhões em danos (1954 USD). Precipitação atingiu o máximo de 61.1 cm (24.07 in), a maioria dos quais caiu em um período de 24 horas. No total, as inundações do furacão Alice mataram pelo menos 55 pessoas, incluindo 17 nos EUA e 38 no México, embora muitas mortes na zona rural do México possam não ter sido registadas; o número total de mortos poderia ter excedido 150.

## História meteorológica
Às 12:00 UTC de 24 de junho de 1954, uma tempestade tropical moderada formou-se a cerca de 430 km (270 mi)  a leste de Tampico, Tamaulipas, com ventos de 97 km/h (60 mph). Em 2015, pesquisadores da NOA que trabalhavam na reanálise com a Divisão de Pesquisa de Furacões examinaram observações para determinar se Alice se formou anteriormente, mas não tiveram sucesso devido a observações esparsas do clima da superfície da Baía de Campeche. A primeira observação de ventos com força de vendaval ocorreu às 18:00 UTC de 24 de junho, quando um navio relatou ventos de 97 km/h (60 mph) e pressão atmosférica de 999 mbar (29.5 inHg), indicando um ciclone bem desenvolvido na área. Com base nesses dados, os cientistas concluíram que Alice provavelmente se formou antes do indicado, mas não foi detectada até aquele dia.  Independentemente disso, Alice intensificou-se quase imediatamente após a detecção, enquanto se dirigia para o noroeste, fortalecendo-se no equivalente a um furacão de Categoria 1 na escala de vento do furacão Saffir-Simpson às 00:00 UTC de 25 de junho. No início daquele dia, um navio registou o rápido fortalecimento da tempestade, medindo ventos de 137 km/h (85 mph) às 08:17 UTC.  Quando Alice se aproximou da costa do México, aeronaves de reconhecimento conhecidas como Hurricane Hunters começaram a monitorar o olho do furacão, mas aparentemente não penetraram no centro da tempestade. Eles, no entanto, forneceram informações sobre a posição da tempestade.
A tempestade continuou a se intensificar rapidamente ao se aproximar da costa sul da fronteira entre os Estados Unidos e o México . Com base em observações de aeronaves, a pesquisa sugere que Alice fez landfall cerca de 97 km (60 mi) ao sul de Matamoros, Tamaulipas, às 14:00 UTC de 25 de junho. A tempestade afetou um segmento pouco povoado da costa mexicana, e poucas observações estavam disponíveis para determinar a força do furacão. Um relatório, tirado a cerca de 160 km (100 mi) ao sul de Brownsville, Texas, sugeriu ventos de pelo menos 110 to 130 km/h (70 to 80 mph). Antes do re-exame científico, o HURDAT - o banco de dados oficial contendo caminhos e intensidades de ciclones nas regiões do Atlântico Norte e Pacífico Norte - listou os principais ventos de 130 km/h (80 mph) em terra firme no México. No entanto, uma radiossonda, lançada de Brownsville a tempo da observação das 12:00 UTC, registou ventos de 240 km/h (150 mph) de sudeste a 3,000 ft (910 m) em elevação. Com base nessa medida, que pode ter representado ventos na parede dos olhos, os pesquisadores determinaram que o furacão Alice provavelmente era significativamente mais forte em terra do que o avaliado anteriormente. Eles analisaram Alice como tendo atingido o México com ventos de 180 km/h (110 mph), observando a grande incerteza e a possibilidade de que a tempestade possa ter sido muito mais forte do que isso.  A pressão central no olho era provavelmente 975 mb (28.8 inHg) ou inferior, como corroborado por observações bem no interior do Texas.  Portanto, Alice era pelo menos equivalente a uma categoria alta de furacão categoria 2 em terra firme e, possivelmente, poderia ter atingido o status de furacão maior.
Após chegar a terra, o furacão Alice enfraqueceu-se gradualmente ao seguir aproximadamente o Rio Grande, cruzando o sul do Texas perto de La Grulla, pouco antes das 00:00 UTC de 26 de junho. A tempestade já havia enfraquecido de volta a uma tempestade tropical moderada, com ventos de 97 km/h (60 mph), mas ainda produzia ventos com força de vendaval em várias comunidades no sul do Texas; algumas áreas do Texas podem até ter experimentado ventos com força de furacão por breves períodos antes da tempestade entrar no estado, mas não há observações para confirmar esses ventos. A tempestade provavelmente causou ventos de pelo menos 110 km/h (70 mph) no sul do Texas. Ao atravessar o Texas, a tempestade tropical Alice se curvou mais ao norte-noroeste no início de 26 de junho antes de assumir uma curva acentuada de volta para o oeste no final do dia. A tempestade degenerou em uma depressão tropical às 18:00 UTC e se dissipou no início de 27 de junho perto do Parque Nacional de Big Bend, no Texas.

## Impacto

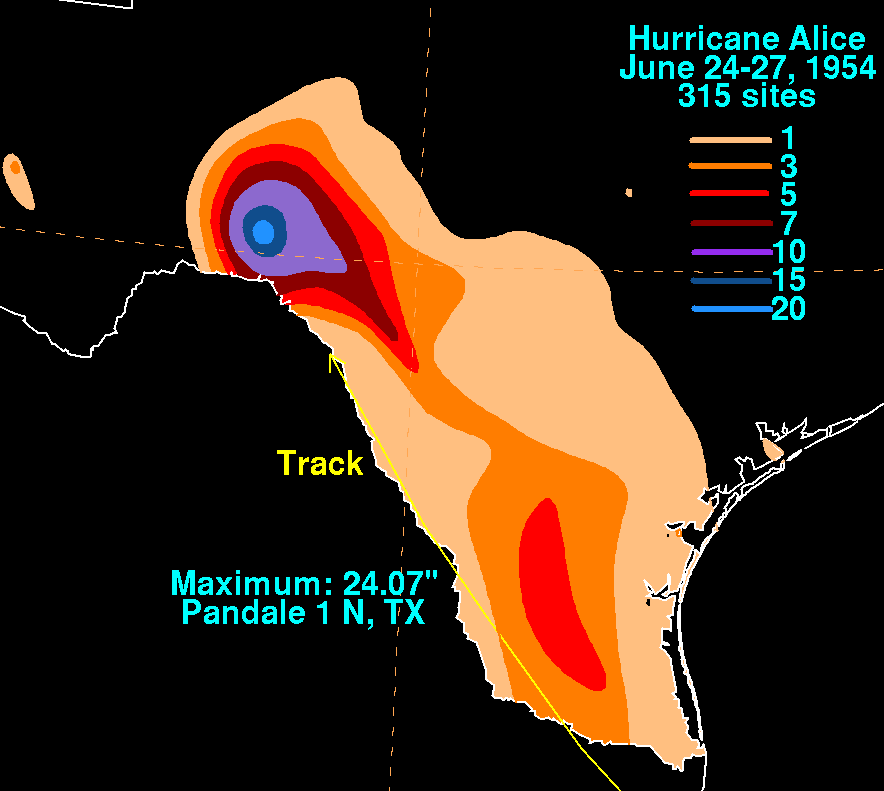
Tempestade total de chuvas do furacão Alice nos Estados Unidos

Antes de Alice se mudar para a praia, cerca de 50 Escoteiras de um acampamento foram evacuadas para um centro em Brownsville, Texas. Os moradores de Ilha Padre também foram evacuados. Os moradores no caminho da tempestade estavam desprevenidos devido à formação repentina da tempestade. A Guarda Costeira dos Estados Unidos espalhou a notícia sobre a tempestade atravessando a costa e aconselhando os moradores a procurar abrigo. Funcionários do Departamento de Meteorologia dos EUA publicaram avisos de tempestades no noroeste da área de Brownsville, recomendando que os pequenos barcos permanecessem no porto.  Os danos ao longo da costa no ponto de desembarque foram relativamente leves. Ventos em Brownsville atingiram 100 km/h (62 mph), que criou detritos voadores que feriram um homem.  Ventos moderados a fortes afetaram o interior do Vale do Rio Grande, no sul do Texas. Do outro lado da fronteira, foram relatados pequenos danos em Matamoros, Tamaulipas, e uma pessoa foi morta por uma linha elétrica caída. Alguns barcos de pesca de camarão foram levados para terra por ventos fortes. Embora mais tarde houvesse fortes inundações no interior, uma barragem ao longo do Rio Grande impediu inundações significativas na área de Brownsville.
A maior parte dos danos resultantes de Alice foram causados por fortes chuvas nas áreas do interior do Texas, Tamaulipas e Coahuila ; os danos foram exacerbados nessas áreas pelas condições de seca que tornaram o solo especialmente vulnerável à erosão. Estimativas de precipitação máxima em 12  horas variam de 56–66 cm (22–26 in), e um total de 35 polegadas (89 cm) de chuva caiu em 24 horas, aproximando-se do recorde mundial que havia sido estabelecido por um furacão sem nome no Texas em 1921. No entanto, um relatório de 2010 sobre as chuvas da tempestade indicou um máximo de 61,100 mm (2,407 in) perto de Pandale, dos quais 40,700 mm (1,602 in) caiu em um período de 24 horas.
O pico de precipitação ocorreu em uma pequena área centralizada perto do rio Pecos . Um local ao longo do Johnson Draw relatou 280 mm (11 in) de precipitação após ter recebido precipitação mínima nos três anos anteriores. Além disso, alguns habitantes do oeste do Texas sofreram chuvas de Alice que excedem as médias anuais. Isso contribuiu para inundações significativas ao longo do rio Pecos, atingindo um estágio de inundação de 17 m (55 ft) em Pandale. A inundação varreu um grupo de pescadores em Sheffield, bem como em um local 10 mi (16 km) ao norte de Pandale, matando quatro. A jusante, o rio com crista em 2,933 m (9,624 ft), que lavou uma rodovia e três pontes ferroviárias.  Uma ponte temporária foi construída entre Eagle Pass e Piedro Negro em julho 10 ou duas semanas após a tempestade.  As linhas ferroviárias destruídas encalharam um trem Sunset Limited, o que levou os passageiros a evacuar para Langtry, nas proximidades.  As inundações também encalharam um trem no Pacífico Sul, cujos ocupantes foram posteriormente evacuados por helicópteros.  O pico da crista do rio correspondia a uma taxa de descarga de 26,800 m3 (948,000 cu ft), que a Comissão Internacional de Fronteiras e Água observou "era provavelmente a maior taxa de escoamento superficial de uma bacia desse tamanho nos Estados Unidos". As fortes chuvas caíram em todo o sul do Texas e norte do México como resultado de Alice, causando inundações repentinas nas áreas do interior. Ozona, Texas, foi a cidade mais afetada pelas inundações, sustentando US $ 2 milhões em danos (1954 USD), e também 15 mortes. No início da manhã de junho 25, uma "parede de água" tão alta quanto 9.1 m (30 ft) derramado de uma ravina seca e inundou a maior parte da cidade.  Aproximadamente um terço de Ozona teve que ser evacuado e muitos animais foram mortos. Cerca de 500 famílias ficaram desabrigadas na cidade. Os helicópteros militares dos Estados Unidos trabalharam para resgatar pessoas presas pelas águas da enchente. No total, pelo menos sete cidades sofreram inundações da tempestade em ambos os lados da fronteira,  incluindo Lamesa e Laredo, Texas, que foram seriamente danificadas por inundações repentinas.
O Rio Grande subiu bem acima do nível das cheias nas cidades de Eagle Pass, Texas e Piedras Negras, Coahuila . Enquanto a cidade de Eagle Pass foi evacuada, Piedras Negras não. Ambas as cidades foram completamente inundadas e o dique destinado a proteger Piedras Negras das inundações foi lavado. Pelo menos 38 pessoas (algumas fontes dizem 39) foram mortas em Piedras Negras após o colapso do dique. No Eagle Pass, o setor comercial foi inundado por mais de 2.4 m (8 ft) das águas, que permitem grandes perdas. Antes que a tempestade começasse a produzir fortes chuvas, as autoridades previam inundações moderadas nos rios, cujo pico seria menor que a inundação de 1948 O rio com crista em Laredo, Texas, onde as águas atingiram um pico de 190 m (622 ft), pelo menos 3 metros acima da inundação recorde anterior.  Águas altas causaram falhas nas estações de tratamento de água, o que impediu a entrega segura de água doce até julho 1.  A ponte internacional que liga Laredo e Novo Laredo foi varrida.  Embora danos graves tenham ocorrido nesta última cidade, nenhuma morte foi registrada em nenhuma das cidades devido a evacuações.  As inundações ao longo do Rio Grande foram as mais altas desde 1865, e foram consideradas um evento de 1 em 2000 anos . Cerca de 12.000 pessoas foram evacuadas da vizinha Ciudad Acuña após o dilúvio. Lá, as inundações deixaram grandes danos.
As estimativas para o número total de mortos variam de 55 a 153. As estimativas de número de mortes no Texas variam de 17  a 38, embora os registros oficiais indiquem que as 38 mortes ocorreram no México e não no Texas.  As estimativas das mortes no México, onde os registros são menos completos, variam mais amplamente.  Várias das mortes no Texas eram moradores de rua tentando entrar nos Estados Unidos e, como resultado, suas mortes não foram contadas. Os valores de danos monetários não estão disponíveis, mas sabe-se que as inundações de Alice causaram danos consideráveis às lavouras, principalmente algodão .

## Consequências e registos
Enquanto Alice deixou inundações quase sem precedentes, a tempestade em si não foi uma ocorrência inédita: uma tempestade semelhante em 1921, que seguiu uma trilha comparativa, causou inundações significativas no Texas também, embora não nas mesmas áreas afetadas pela tempestade. inundações de 1954. Após a devastação deixada por Alice, membros da Força Aérea, Marinha e Exército dos EUA voaram 21 helicópteros com mais de 81 toneladas de suprimentos de socorro às pessoas afetadas do México e do Texas, incluindo alimentos, água, remédios e roupas. As inundações desastrosas causadas pelo furacão Alice ao longo do Rio Grande aceleraram o projeto conjunto da barragem Amistad EUA-México, uma série de barragens de controle de inundações projetadas para evitar catástrofes semelhantes no futuro. O projeto, nas etapas de planejamento por décadas antes da tempestade, foi finalmente iniciado em 1960.
O restante das águas da tempestade levou a um aumento de mosquitos no Texas, o que levou a uma ampla aplicação de larvicida via avião. Em 1 de julho, as áreas de inundação do sul do Texas foram declaradas uma grande área de desastre. Isto seguiu uma entrega de 2 especialistas em inundações, 20 trabalhadores, 2 estações de tratamento de água portáteis, 7 caminhões e uma quantidade de inseticidas e comprimidos para tratamento de água. Moradores em Laredo, Texas, forneceram comida e água aos cidadãos de sua cidade vizinha, Novo Laredo, México. O governo mexicano forneceu casas temporárias para os cidadãos afetados pela enchente. As autoridades americanas distribuíram vacinas contra febre tifóide, comprimidos de purificação de água e inseticidas para as cidades americanas ao longo do Rio Grande. A água potável foi finalmente restaurada em Laredo, Texas, em 12 de julho. Todo o trabalho de emergência relacionado ao desastre foi concluído em 3 de setembro.
Além das inundações, o furacão Alice também foi notável por outro motivo: atingiu terra com alguns dos ventos mais fortes do furacão de junho já registado. Com ventos de 180 km/h (110 mph), o ciclone foi o segundo furacão atlântico mais forte a atingir terra no mês de junho, atrás apenas do furacão Audrey em 1957, que atingiu a Luisiana com ventos de 233 km/h (145 mph). A tempestade foi algo análoga ao furacão Alex, que também afetou a mesma região em 2010 com ventos de 180 km/h (110 mph), apesar de Alex ter chegado a terra firme no início de julho.